# Весілля моєї мами
«Весілля моєї мами» (англ. My Mother's Wedding) — британсько-американський драмедійний фільм 2023 року, режисерський дебют Крістін Скотт Томас, яка також написала сценарій у співавторстві з Джоном Міклвейтем. Головні ролі у фільмі виконали Скарлетт Йоганссон, Сієнна Міллер, Емілі Бічем, Фріда Пінто, Тібо де Монталамбер та Крістін Скотт Томас.
Світова прем’єра стрічки відбулася 7 вересня 2023 року на Міжнародному кінофестивалі в Торонто. Вихід фільму в широкий прокат у США заплановано на 8 серпня 2025 року, а в Україні — на 21 серпня.

## Сюжет
Троє сестер повертаються до родинного дому, аби відвідати весілля своєї матері Діани, яка вже двічі овдовіла. Героїні мають різні життєві шляхи: Джорджина працює медсестрою паліативної допомоги, Вікторія — акторка, а Кетрін служить капітаном у Королівському військово-морському флоті.

## Акторський склад
- Скарлетт Йоганссон — Кетрін
- Сієнна Міллер — Вікторія
- Емілі Бічем — Джорджина
- Крістін Скотт Томас — Діана

## Виробництво
У червні 2022 року було повідомлено, що Скарлетт Йоганссон і Крістін Скотт Томас працюють над новим фільмом, який стане режисерським дебютом Скотт Томас. У тому ж місяці до акторського складу приєдналися Сієнна Міллер, Фріда Пінто та Емілі Бічем.
Зйомки весільних сцен проходили в червні 2022 року на натурних локаціях в графстві Гемпшир, зокрема у церкві Святої Марії в Ешлі та на території маєтку The Grange Hampshire біля Олресфорда. Сцену на військовому кораблі зі Скарлетт Йоганссон знімали на борту авіаносця HMS Prince of Wales у Портсмуті. Основні зйомки завершилися до кінця липня 2022 року. Скотт Томас схарактеризувала досвід роботи над фільмом як «захопливий» і зазначила, що створювала вигадану сім’ю, спираючись на власні дитячі спогади.
Ця стрічка стала третьою, де Скотт Томас і Йоганссон зіграли матір і дочку — раніше вони виконували ці ролі у фільмах «Заклинатель коней» (1998) та «Ще одна з роду Болейн» (2008).
У липні 2023 року перед прем’єрою фільму його було перейменовано на «Північна зоря» (англ. North Star), однак у лютому 2025 року, після придбання прав дистриб’ютором Vertical, назву було змінено назад на «Весілля моєї мами».

## Прем'єра
Світова прем’єра фільму відбулася 7 вересня 2023 року на Міжнародному кінофестивалі в Торонто. Прем’єра у США запланована на 8 серпня 2025 року. В Україні фільм має вийти в кінотеатральний прокат 21 серпня.